# Mistral AI
Mistral AI je francouzská technologická společnost specializující se na vývoj otevřených velkých jazykových modelů (LLM) pro generativní umělou inteligenci. Založena v roce 2023 týmem výzkumníků z Meta a Google DeepMind se zaměřuje na vytváření efektivních architektur překonávající proprietární řešení v přesnosti i výkonu. Jejich rozhraní pro AI nese název Le Chat.

## Historie a vývoj
Společnost vznikla v dubnu 2023 pod vedením Arthura Mensche, Guillauma Lamplea a Timothée Lacroixe. Jejich prvním veřejně dostupným modelem se stal Mistral 7B v září 2023, který díky optimalizované architektuře s 7 miliardami parametrů a skupinovým dotazováním (GQA) překonal větší modely v matematických úlohách. Revoluční přístup představil prosincový Mixtral 8x7B využívající směs expertů (MoE), kde aktivní zůstává jen 12,9 miliardy parametrů z celkových 46,7 miliardy.